# Anne-Marie McDaid
Anne-Marie McDaid é uma remadora irlandesa de Ramelton, Co. Donegal. Ela representou a Irlanda nos Jogos Paraolímpicos de Verão de 2012, onde ficou em décimo.
Ela fez parte da equipa que ficou em quinto lugar no Campeonato Mundial de Remo de 2010 na Nova Zelândia e no Campeonato Mundial de Remo de 2011 na Eslovénia. Eles também ganharam o bronze na Taça do Mundo de 2011 em Varese, Itália.
A equipe incluiu a notável profissional Helen Arbuthnot. Eles foram a primeira equipa irlandesa a competir nos jogos paraolímpicos.